# Metropolis Center

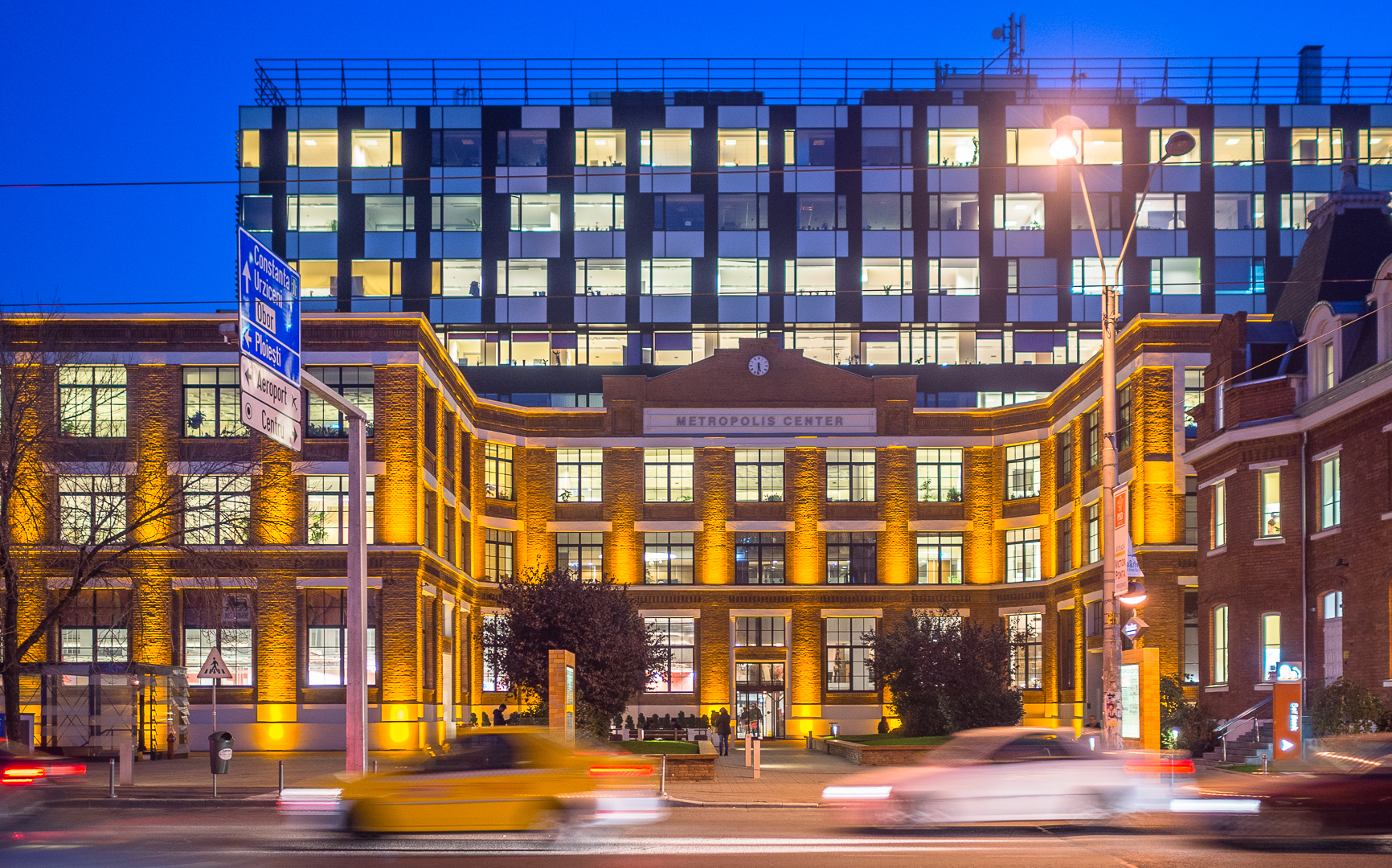
Metropolis Center

Metropolis Center este o clădire premium multifuncțională din București,
inaugurată în octombrie 2008.
A fost dezvoltată de Grupul Soravia din Austria și este localizată în zona centrală Dorobanți a Bucureștiului.
Este amplasată pe bulevardul Iancu de Hunedoara, iar investiția pentru construirea acesteia a fost estimată la 38 milioane de euro.
Complexul cuprinde birouri de clasă A (șapte etaje, 11.000 mp), o galerie comercială la parter (2.000 mp), un aparthotel de 4 stele și o parcare subterană cu 186 de locuri.
Noua clădire a fost construită menținând fațada primei tipografii din București, Tipografia "Cartea Românească", monument istoric având cod LMI B-II-m-B-18922.
Complexul de birouri Metropolis Center a fost achiziționat în octombrie 2016 de fondul de investiții PPF Real Estate din Cehia.